# Енциклопедія Треккані

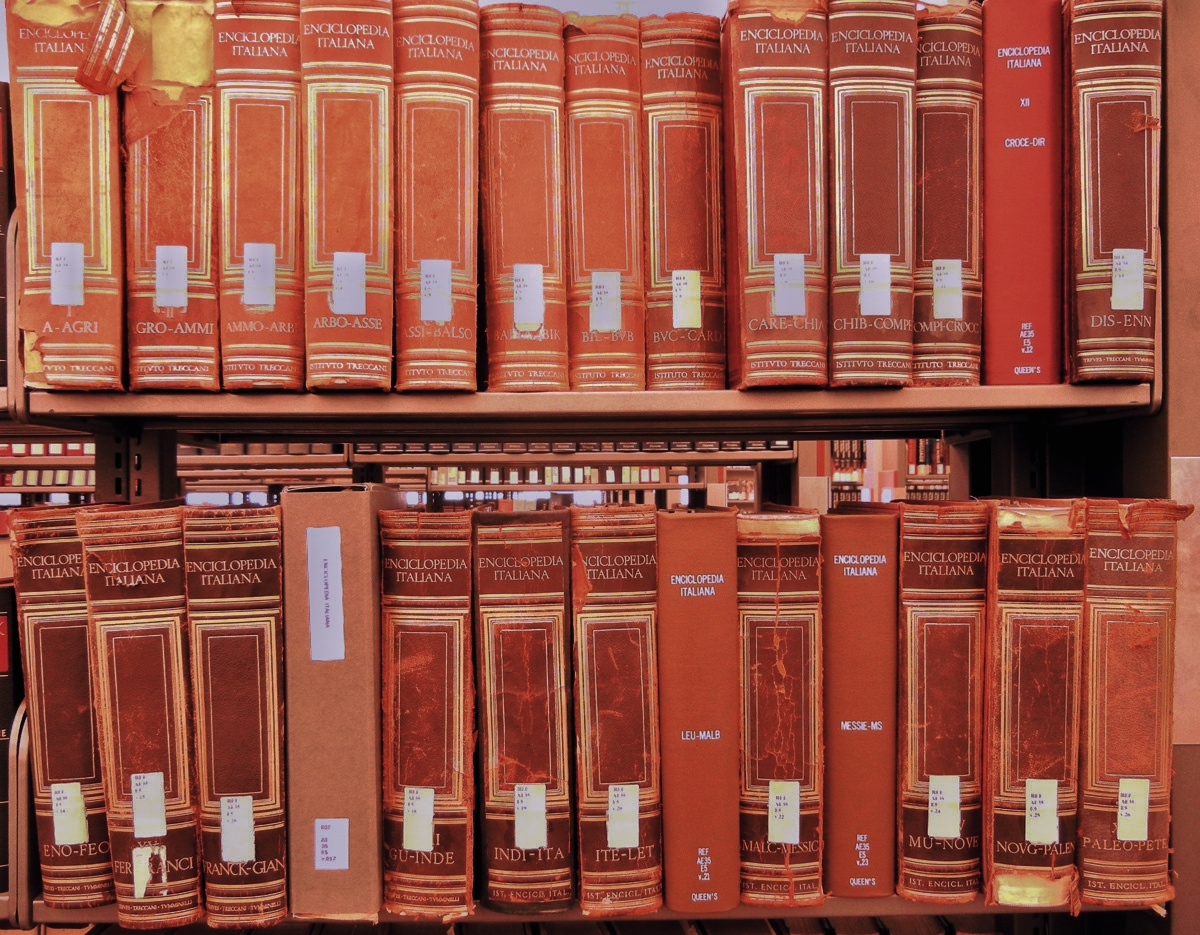
Енциклопе́дія Трекка́ні

Італійська енциклопедія наук, літератури и мистецтв або Енциклопе́дія Трекка́ні  (італ. Enciclopedia Treccani) — перша в історії країни національна енциклопедія, друк котрої був розпочатий у лютому 1925 року.

## Передісторія
Створення національної енциклопедії в Італії було продовженням патріотичного піднесення в краї, що розпочалося ще в 19 ст. серед головних завдань тої доби було поєднання роздрібнених державних утворень в єдину і стабільну державу. Завдання створення єдиної держави ускладнювалось через боротьбу з іноземними загарбниками, бо різні частини італійського краю належали різним і чужинським імперіям. Героями доби на ранньому етапі важкого процесу об'єднання були карбонарії, політична діяльність венеційців Даніелє Маніна та Ніколо Томмазео, а також справи Джузеппе Гарібальді.
Рісорджименто закінчилося створенням єдиної держави, нехай і з усіма недоліками. Відтепер постало завдання створити з розрізнених історично народностей, що користувались різними мовами, створити італійську націю. Енциклопедія Треккані була ще одним кроком на цьому історично тривалому шляху, на котрий народи спромоглися лише у 1920—1930х роках. До цього періоду італійці користувались чужими та адаптованими виданнями.

## Дещо про капітана промисловості і мецената Треккані
Італійська енциклопедія носить також ім'я Джованні Треккані (1877—1961), промисловця і мецената. Колись він починав власний бізнес майже з нуля. Про таких у Італії казали, як про капітанів промисловості, бо прагнення швидко наздогнати промислово розвинені країни було як гасло на початку 20 ст. На період 1920—1930 рр. припало заснування або розвиток низки італійських виробництв, котрі ставали фундаментальними, системнозначимими в промисловості Італії. Низка бізнесменів-італійців, котрі отримали почесне звання капітанів промисловості, були також меценатами та державними діячами. Так, Джованні Треккані отримав посаду сенатора у 1923 році.
Дещо панівною ідеєю в державі Італія було і залучення новітніх бізнесменів до меценатства вже за життя, не відкладаючи меценатську діяльність на роки відходу від справ та пенсійний вік. Цим вони демонстрували, що не тільки збільшення власних банківських рахунків їх цікавить, а й підтримка національної культури та прагнення підвищення міжнародного престижу країни. Традиція повелась з Франції 19 століття, коли французька новітня буржуазія почала не тільки опікуватись проблемами власного збагачення, а й вихованням ринку, створенням високоякісної продукції і якісних зразків, іноді навіть еталонів (як в промисловості, так і в мистецтві). Тепер ця тенденція стала реалізовуватись і в Італії.

## Інститут італійської енциклопедії
Для створення нової національної енциклопедії були потрібні ініціативні і наполегливі особи. Першою серед них став Джованні Джентіле (1875—1944), сицилійський філософ, що отримав посаду міністра освіти в уряді Муссоліні. Джованні Джентіле і був практично ініціатором створення нового проекту — розпочати працю над створенням національної італійської енциклопедії. Ідею підтримав бізнесмен Джованні Треккані. Третім став Фердинандо Мартіні (1841—1928), поет та драматург, один з італійських політиків.
До 1925 року вони і розробили устав та структуру нового закладу, котрому доручили створити Інститут італійської енциклопедії. Редактором-видавцем став Калоджеро Тумінеллі котрий був партнером по фірми «Casa Editrice d'Arte Bestetti & Tumminelli», вона спеціалізувалась на друкуванні книг з мистецтва. 1924 року Калоджеро Тумінеллі зареєстрував в місті Рим власне друкарське підприємство «Tumminelli Editore». Друк першої в історії італійської енциклопедії розпочали 18 лютого 1925 року і він став днем народження національної енциклопедії Італії.

## Енциклопедія і Муссоліні
Розбудова та друк першої італійської енциклопедії рипали на роки правління Беніто Муссоліні. Останній працював з різними виданнями і змінив декілька професій. Авантюрна особа, він волав викликати хаос у Італії, на хвилях того хаосу прийти до влади.
Спочатку він користувався підтримкою парламентських лібералів. З їхньою допомогою він запровадив жорстку цензуру та змінив виборчі методи так, що протягом 1925–1926 років зміг зібрати в своїх руках диктаторські повноваження та розпустити всі інші партії. Тобто провину за його прихід до влади повинні нести і італійські ліберали.
Вміло використовуючи свій абсолютний контроль над пресою, він поступово побудував собі імідж «Провідника», людини, яка завжди має рацію та може вирішити всі проблеми політики та економіки. Італія швидко перетворилася на поліцейську державу. З тими, хто намагався чинити йому опір, як, наприклад, соціаліст Джакомо Маттеотті, Муссоліні був безжалісний. Але його пропагандистський талант був настільки великим, що опозиції до нього майже в країні не існувало.
У різний час, починаючи з 1922-го року, Муссоліні особисто керував міністерствами внутрішніх справ, зовнішніх справ, колоній, підприємництва, армії та інших військових формувань та суспільних робіт. Іноді в його руках було сконцентровано до семи посад на додачу до прем'єрської. Також він продовжував залишатися головою Фашистської партії (сформованої в 1921 році) та озброєної фашистської міліції. Концентрація такої влади в одних руках відбувалася ціною створення надмірно централізованої, неефективної та корумпованої держави.
У 1924 році була спроба італійських парламентаріїв об'єднатись проти фашизму (так званий Авентинський блок), але роз'єднаність опозиції дала змогу Муссоліні розгромити будь-який політичний опір повністю.
Під диктаторством Муссоліні парламентську систему було практично скасовано. Закони довільно переписувалися. Всі вчителі в школах та університетах мали присягати на вірність фашистському режиму. Муссоліні сам призначав редакторів всіх газет, а кожний журналіст мусив мати сертифікат від фашистської партії, щоб мати можливість працювати за професією. Профспілки були позбавлені своєї незалежності та були інтегровані в те, що називалося «корпоративною системою». Метою, якої так і не було досягнуто, було помістити кожного італійця в яку-небудь професійну організацію чи «корпорацію», які всі були під державним контролем.
Муссоліні віддячив тим, хто його фінансував, перевівши певну кількість промислових галузей з державної власності у приватну. Але у 1930-х роках він почав повертатися до протилежної крайності жорсткого державного контролю над промисловістю. Великі кошти йшли на суспільні витрати. Але економіка страждала від його надмірних зусиль зробити Італію самодостатньою. Італії не вистачало ресурсів на надмірну індустріалізацію.
Як і всі авантюристи в політиці, він старанно виборював популярність за всяку ціну. Тому підтримав створення італійської енциклопедії і навіть написав для неї статтю.
Італійська енциклопедія наук, літератури і мистецтв не має ніякого ставлення до політичних потрясінь того періоду і не несе провини за негаразди політичного режиму. Її непересічне значення в спробі систематизувати та усвідомити внесок тисяч італійців в історію, театр, музику, літературу, образотворчі мистецтва, архітектуру впродовж останніх 15-18 століть.

## Галерея фото

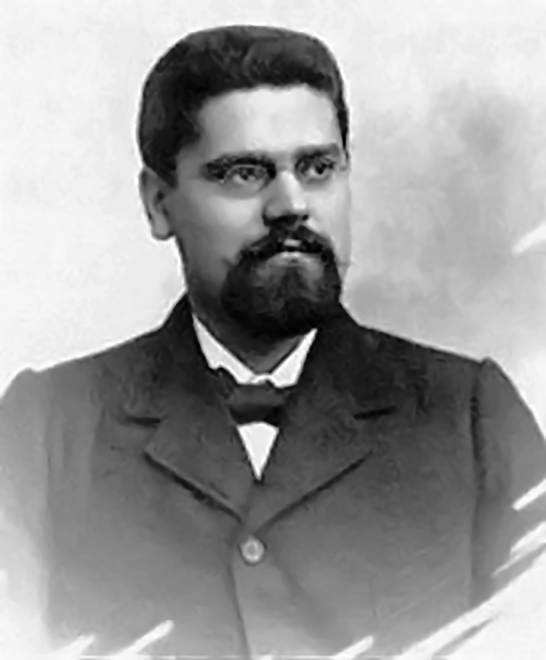
Джованні Джентіле
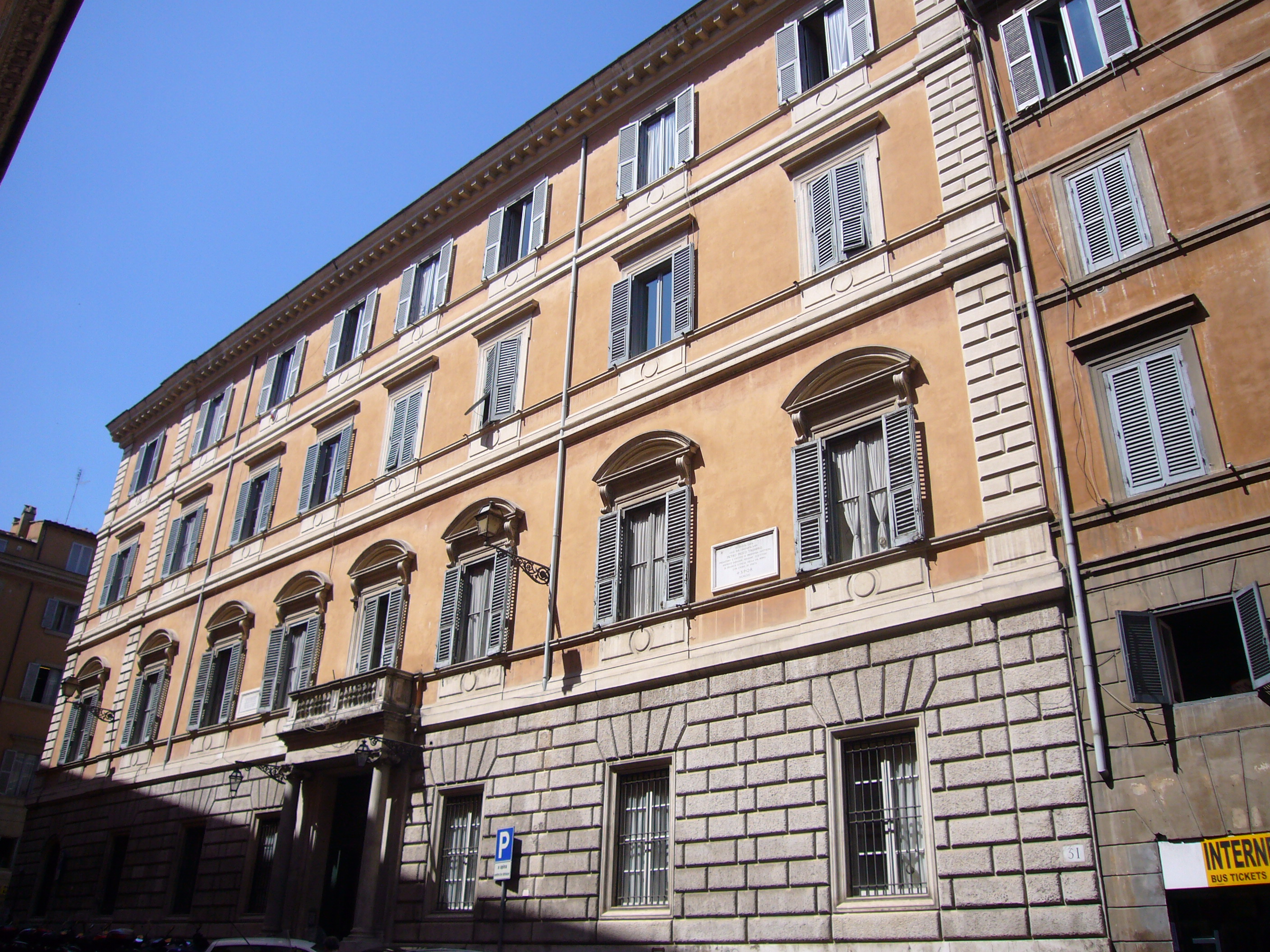
Споруда бібліотеки Інституту італійської енциклопедії (площа Омоніма)
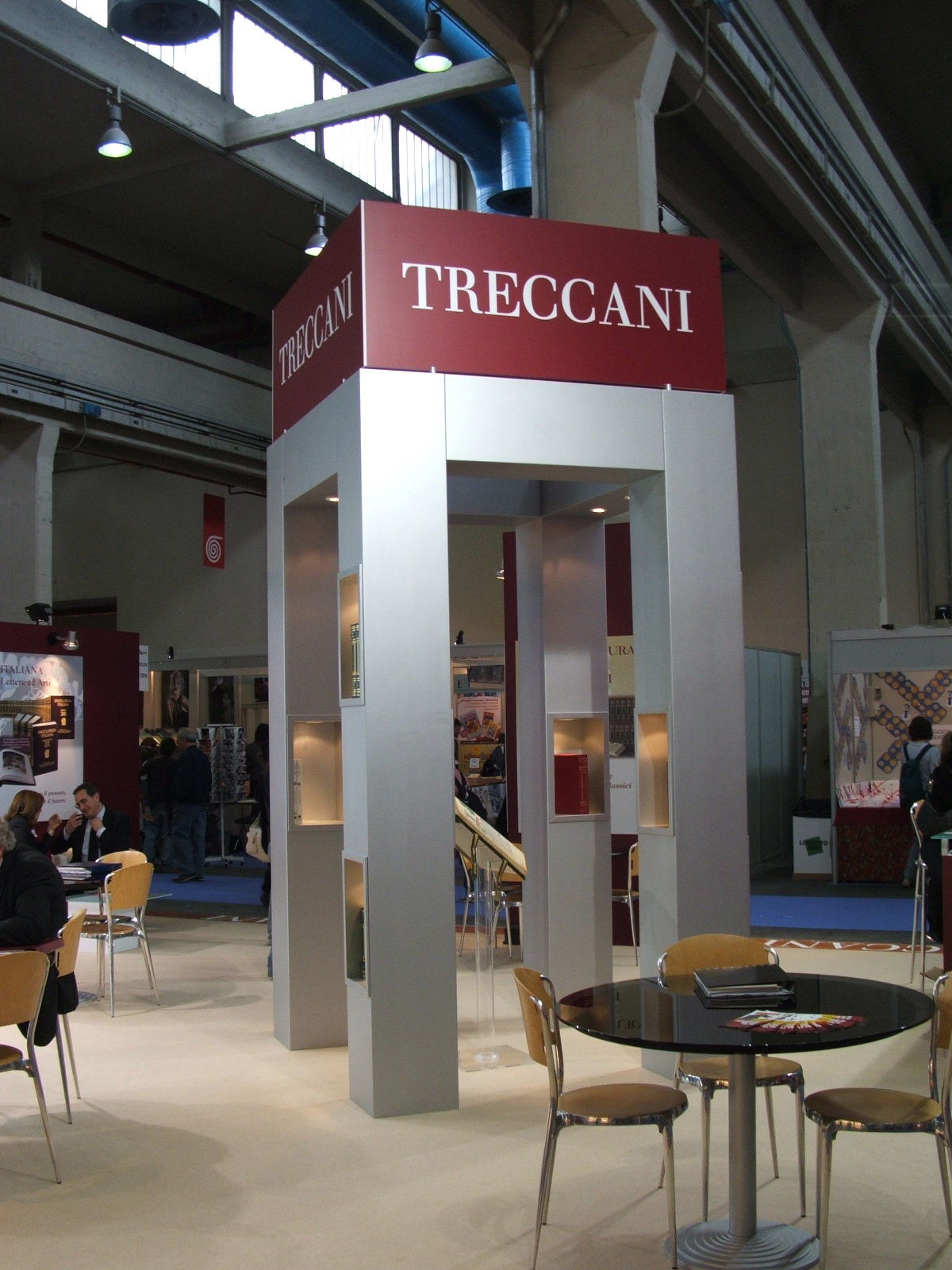
Місто Турин, Всесвітній книжковий ярмарок. Стенд енциклопедії Треккані (Італійська енциклопедія наук, літератури и мистецтв), фото 2006 р.